# Python Software Foundation
La Python Software Foundation (PSF) es una organización sin fines de lucro creada el 6 de marzo de 2001 dedicada al lenguaje de programación Python. La misión de la fundación es fomentar el desarrollo de la comunidad Python. Es responsable de varios procesos dentro de la comunidad, como el desarrollo de Python, la administración de los derechos intelectuales y de obtener fondos.